# ساناراوات ديتشيتر
ساناراوات ديتشيتر (بالتايلندية: วิชะยา เดชมิตร) (3 أغسطس 1989 في تايلاند - ) هو لاعب كرة قدم تايلندي في مركز الوسط. شارك مع منتخب تايلاند لكرة القدم. أما مع النوادي، فقد لعب مع نادي بوليس تيرو ونادي تامبينس روفرز ونادي باثوم يونايتد وبانكوك يونايتد.

## روابط خارجية
- ساناراوات ديتشيتر على موقع قاعدة بيانات كرة القدم.إي يو (الإنجليزية)
- ساناراوات ديتشيتر على موقع ناشيونال فوتبول تيمز (الإنجليزية)
- ساناراوات ديتشيتر على موقع Soccerway.com (الإنجليزية)
- ساناراوات ديتشيتر على موقع عالم كرة القدم.نت (الإنجليزية)